# Collège baptiste américain
Le Collège baptiste américain (anglais : American Baptist College) est une université d'arts libéraux chrétienne évangélique baptiste à Nashville, Tennessee, aux États-Unis. Il est affilié à la Convention baptiste nationale, USA. 

## Histoire

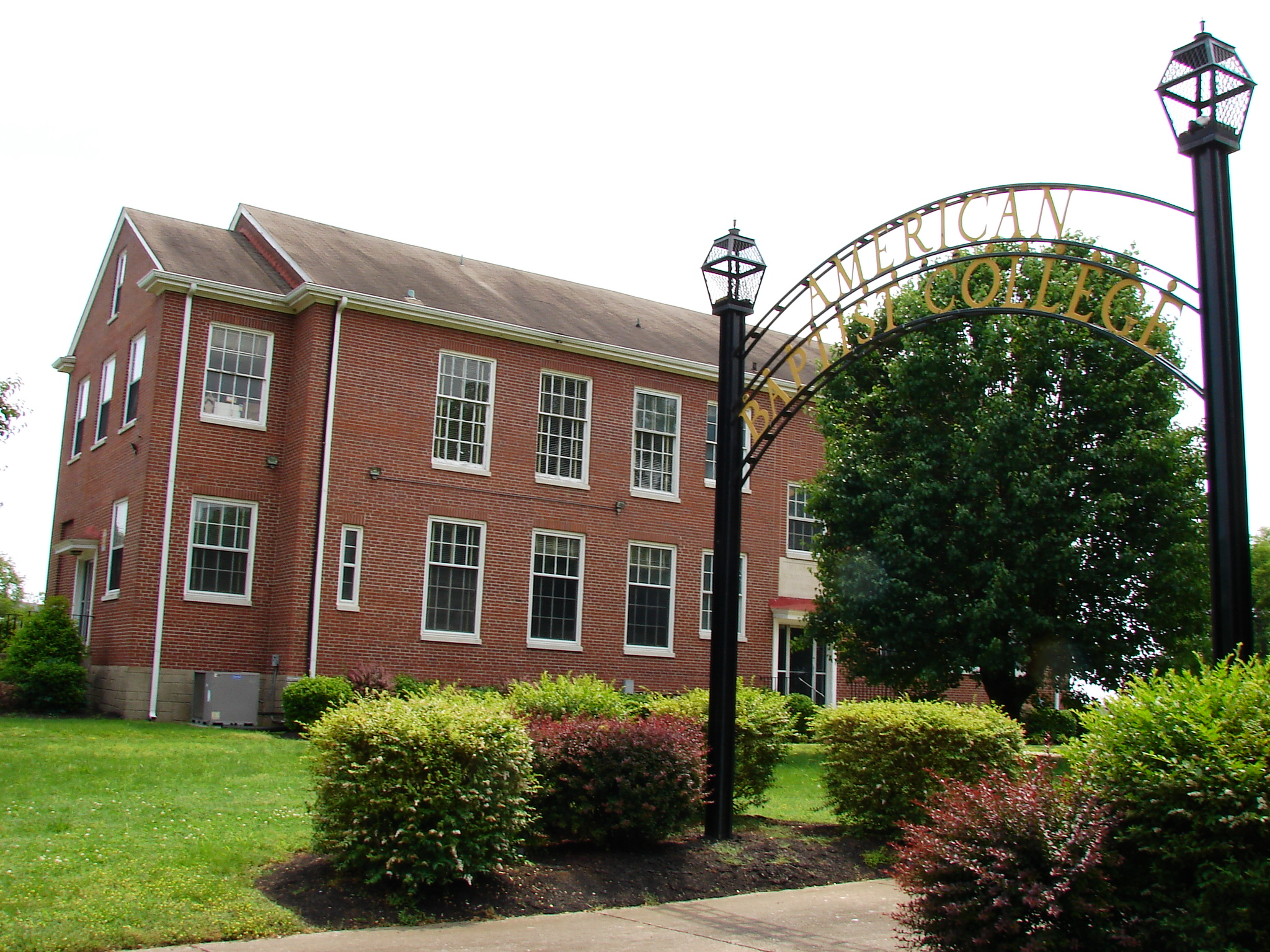
Bâtiment du Collège baptiste américain

L'école a ses origines dans un projet de dirigeants de la Convention baptiste nationale, USA en 1913 . Elle est officiellement fondée en 1924 sous le nom de American Baptist Theological Seminary par la Convention baptiste nationale, USA et la Convention baptiste du Sud à Nashville. En 1971, l’école est devenue une université d'arts libéraux et a pris son nom actuel. En 1995, la Convention baptiste du Sud s’est retirée du collège pour répondre à la demande d'autonomie de la Convention baptiste nationale, USA. Pour l'année 2018-2019, elle comptait 123 étudiants.

## Affiliations
Il est membre de la Convention baptiste nationale, USA.

## Programmes
Les principaux programmes sont des baccalauréats en théologie évangélique et en entrepreneuriat .